# Романов, Фёдор Александрович
Фёдор Александрович Романов (23 декабря 1898, Санкт-Петербург — 30 ноября 1968, Канны) — князь императорской крови, второй сын великого князя Александра Михайловича и великой княгини Ксении Александровны. Внук императора Александра III по материнской линии, и правнук императора Николая I по прямой мужской линии.

## Биография

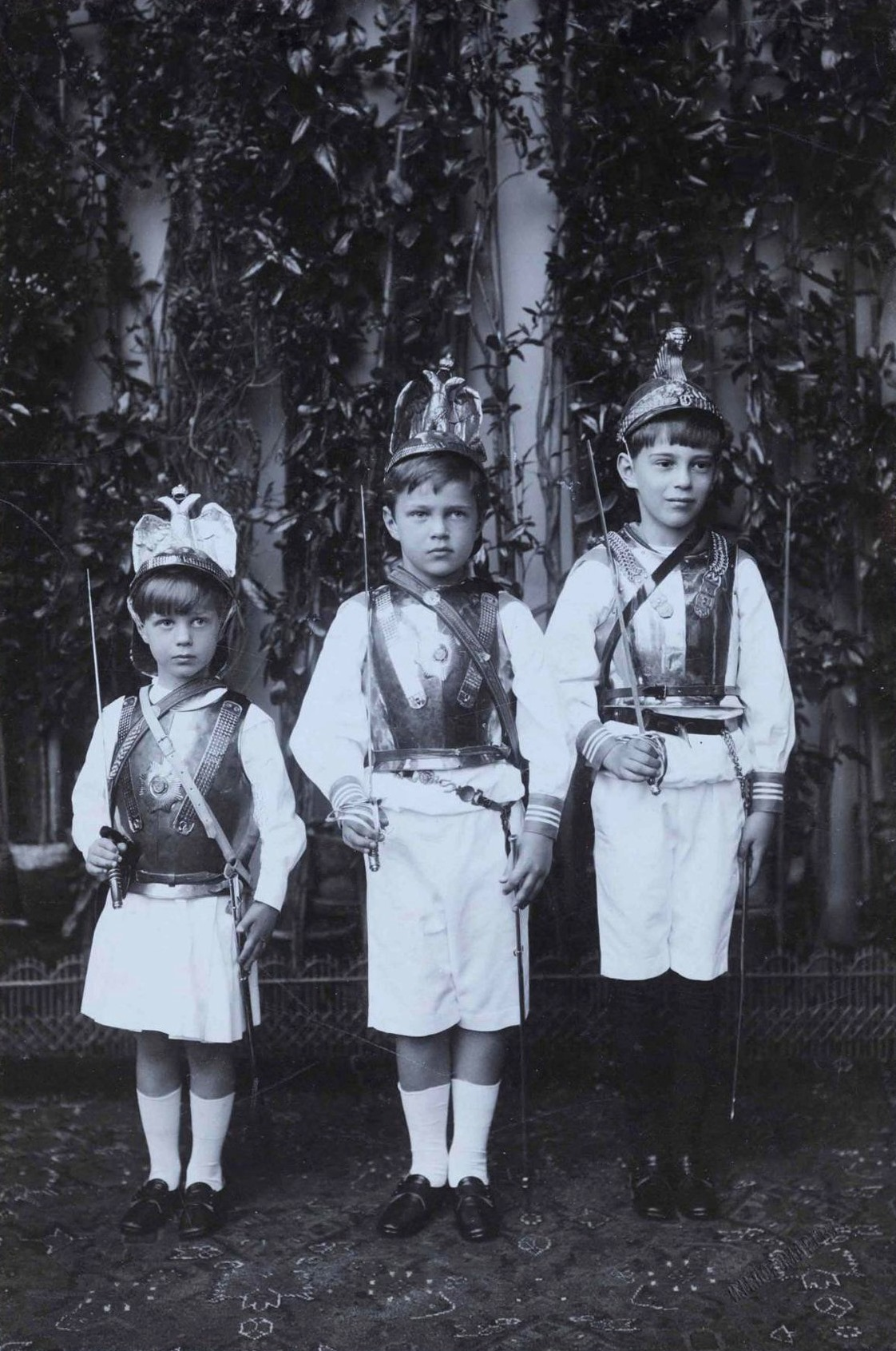
Фёдор Александрович (в центре) с братьями — Никитой и Андреем. 1904 г.

Князь Фёдор Александрович родился 23 декабря 1898 года в Санкт-Петербурге. Свои детские годы провёл в России и Биаррице. Во время Первой мировой войны учился в Пажеском корпусе.
После Октябрьской революции вместе с родителями, братьями и другими Романовыми находился под домашним арестом в Ай-Тодоре. 11 апреля 1919 года на линкоре британского Королевского флота «Мальборо» в ходе Крымской эвакуации 1919 года покинул Россию. Первые годы эмиграции жил в квартире своей сестры княгини Ирины Александровны и её мужа князя Феликса Феликсовича Юсупова в Париже. Работал таксистом, а позднее архитектором. Вторую мировую войну провёл в Великобритании, в доме своей матери. В 1946 году у него был обнаружен туберкулёз. Для улучшения здоровья он поселился на юге Франции, на вилле своей сестры княгини Ирины Александровны, где и прожил всю оставшуюся жизнь.

## Брак и потомство
3 июня 1923 года в соборе Святого Александра Невского в Париже  женился на княжне Ирине Павловне Палей (1903—1990), дочери великого князя Павла Александровича и княгини Ольги Валериановны Палей. Гражданская регистрация состоялась 31 мая 1923 года в мэрии 16-го округа Парижа . Пара жила в Биаррице. В браке родился один сын:
- Князь Михаил Фёдорович Романов (4 мая 1924 — 22 сентября 2008)

Во французском Биаррице князь вёл крайне простую, по меркам этого фешенебельного курорта, жизнь, почти ребяческую, как вспоминал его сын в телевизионном интервью. На пляже Биаррица, всегда с чёрным беретом на голове, он любил бегать с сыном, как старший брат. Он был неспособен найти стабильную работу и жил очень скромно. Его природная доброта конфликтовала с нравами той эпохи.
С 1930 года супруги жили раздельно. 22 июля 1936 года пара развелась. В новый брак князь Фёдор Александрович не вступал.

## Смерть
Князь Фёдор Александрович скончался 30 ноября 1968 года в городе Аскон, Франция.